# Jessika Ponchet
Jessika Ponchet (nació el 26 de septiembre de 1996) es una jugadora de tenis francesa.
Su mejor clasificación en la WTA fue la número 119 del mundo, que llegó el 8 de mayo de 2023. En dobles alcanzó número 101 del mundo, que llegó el 28 de noviembre de 2022.
Hizo su debut en el cuadro principal en un evento de Grand Slam en el Abierto de Australia 2018 después de recibir un wildcard, perdería en ante Garbiñe Muguruza en dos set.

## Títulos WTA 125s

### Dobles (1–0)
| Resultado | N.º | Fecha                    | Torneos | Superficie | Pareja       | Oponentes                        | Resultado   |
| --------- | --- | ------------------------ | ------- | ---------- | ------------ | -------------------------------- | ----------- |
| Campeona  | 1.  | 18 de septiembre de 2022 | Ruan    | Dura       | Maia Lumsden | Anna Bondár Kimberley Zimmermann | 6-3, 7-6(4) |